# Старчаков, Александр Осипович
Александр Осипович Старчаков (1893, Киев — 20 мая 1937, Ленинград) — писатель, рецензент, журналист.

## Биография
Национальность — еврей. Член ВКП(б) в 1919—1936 гг. Служил в Красной армии, жил в Ташкенте. С декабря 1922 года — заведующий литературным отделом редакции газеты «Туркестанская правда»". Осенью 1924 года переехал в Москву, заведовал отделом информации в редакции газеты «Известия», с марта 1934 года заведовал ленинградским отделением редакции газеты «Известия».
Член Союза писателей. Писал рассказы и повести, популярные брошюры о Льве Толстом, Н. Г. Чернышевском, Тарасе Шевченко.
Сотрудник и друг А. Н. Толстого. Автор критического очерка о А. Н. Толстом (1935), предисловия к его собранию сочинений и сборника портретов писателя. В соавторстве с А. Н. Толстым написал пьесу «Патент 119» (1933) и работал для Д. Д. Шостаковича над либретто опер «Сын партизана» (тема забракована Шостаковичем) и «Оранго» — о выведенном парижским учёным получеловеке-полуобезьяне. Либретто писалось на основе рассказа Старчакова «Победа Альбера Дюрана», опубликованного в 1930 году в сборнике «Особняк на площади». В рассказе идёт речь о хроникёре парижской бульварной газеты Альбере Дюране, которому с помощью осведомителя удаётся проведать о сенсационных опытах учёного-эмбриолога Эрнеста Гуро, намеревающегося оплодотворить мужскими клетками обезьяну Руфь. Скандальный фельетон Дюрана «Любовник обезьяны» произвёл переполох среди обывателей, политиков и клерикалов, в результате чего опыты были остановлены, ученый подвергся остракизму, парижский свет получил новую пищу для пересудов, лёгкая промышленность обновилась модными обезьяньими аксессуарами, а сам Дюран на гребне скандала сделал блистательную журналистскую карьеру. В либретто сюжет подвергся переработке, человеко-обезьяна Оранго появился на свет, становится репортёром под началом Альбера Дюрана, ставшего заправилой газетного мира, постепенно добивается успеха с помощью грязных биржевых спекуляций и газетного шантажа и, наконец, занимает место своего патрона… Фрагменты оперы Шостаковича сохранились, в XXI веке найдены и исполнены.
Проживал: Детское Село, ул. Коммунаров, д. 19, кв. 8. По характеристике реэмигрантки Гаяны Кузьминой-Караваевой, встречавшейся со Старчаковым у её крёстного отца Толстого, «друг, совершенно очаровательная личность, он мне помогает, редактирует, а после этого обыкновенно мы с ним долго-долго беседуем на литературные темы. Вот уже несколько раз мы говорили только о Льве Толстом: теперь скоро будет его юбилей, — и готовятся работы о нём. Одну из них взял мой друг Старчаков <…> Я страшно довольна нашей дружбой с ним, так как это мне даёт не только очень ясные понятия о литературе, но также и общеобразовательные. При этом он старый коммунист, и я в сопровождении с ним расту партийно многим больше, чем на заводе или же даже при чтении книг».
По легенде, перед арестом поссорился с Толстым, задав ему риторический вопрос: «Для кого вы теперь будете писать? Для жёсткорылых или для ластоногих?». Арестован 4 ноября 1936 года. Обвинялся в активном участии в антисоветской террористической и диверсионной организации, которая вела подготовку к террористическому акту против Сталина и Ворошилова. Выездной сессией Военной коллегии Верховного суда СССР в Ленинграде 19 мая 1937 года приговорен по ст. 58-8-11 УК РСФСР к высшей мере наказания. Расстрелян в Ленинграде 20 мая 1937 года.
Реабилитирован.

## Личная жизнь
Жена — Евгения Павловна Вольберг-Вельмонт (1900—1960), арестована 29 октября 1937 года. Осуждена Особым совещанием при НКВД СССР к 8 годам лишения свободы как член семьи изменника родины.
Дети: Марианна, 1928 г. рождения, и Галина, 1930 г. рождения, были отправлены в Центральный распределитель ОТК УНКВД. Позднее взяты на воспитание Любовью Шапориной, с которой долгие годы дружил Старчаков.

## Сочинения
- Граф и бурсак. М.: Огонек, 1928. — 48 с.
- Особняк на площади. Рассказы. М.: Огонек, 1930. — 42 с.
- Слово. ЛАПП-ОГИЗ-ГИХЛ, 1931. — 158 с.
- Патент 119 (с А. Толстым). — https://www.rulit.me/books/patent-119-download-free-485445.html
- Тарас Шевченко. М.: ЖГО, 1934. — 47 с.
- Шевченко и революция. Л.: ГИХЛ, 1934. — 52 с.
- Ал. Н. Толстой. Критический очерк. Л.: Гослитиздат, 1935. — 116 с.